# علی بن عیسی اسطرلابی
علی بن عیسی اسطرلابی در حدود ۸۳۰ تا ۸۳۲ میلادی در بغداد و دمشق برآمد. منجم مسلمان، سازندهٴ ابزارهای نجومی. در اندازه‌گیری درجهٴ نصف‌النهار که به امر مأمون صورت گرفت، شرکت جست و در ۸۲۹ - ۸۳۰ و ۸۳۲ - ۸۳۳ در بغداد و دمشق به رصدهای نجومی پرداخت. یکی از قدیم‌ترین رساله‌های عربی را در باب اسطرلاب نوشت.